# Log nad Škofjo Loko
Log nad Škofjo Loko – wieś w Słowenii, w gminie Škofja Loka. W 2018 roku liczyła 213 mieszkańców.